# Alando
Alando (kors. Àlandu) – miejscowość i gmina we Francji, w regionie Korsyka, w departamencie Górna Korsyka.
Według danych na rok 1990 gminę zamieszkiwało 15 osób, a gęstość zaludnienia wynosiła 5 osób/km².